# Atrichopogon guttatus
Atrichopogon guttatus är en tvåvingeart som beskrevs av Yan och Yu 2000. Atrichopogon guttatus ingår i släktet Atrichopogon och familjen svidknott. Inga underarter finns listade i Catalogue of Life.